# Террасовое
Террасовое — озеро в Антарктиде, расположенное в Оазисе Эймери.
Нанесено на карту Британской антарктической экспедицией в 1913 году.
Озеро овальное, длиной 2 км и шириной 1,3 км, максимальная глубина 31 м. Высота над уровнем моря — 148 м. Площадь зеркала — 2,5 км², водосборная площадь 25 км². Озеро питается в основном талыми водами с окружающих снежников. Имеет сток по руслу, выходящего из северной части водоёма. Летом обычно ледяной покров частично вскрывается. Температура воды при этом составляет 1 °C у поверхности и доходит до 4,5 °C в придонном слое. pH у поверхности 8,3, снижается до 7,7 у дна водоёма.